# Clypeaster oshimensis
Clypeaster oshimensis is een zee-egel uit de familie Clypeasteridae.
De wetenschappelijke naam van de soort werd in 1935 gepubliceerd door H. Ikeda.